# NGC 4191
NGC 4191 este o liner situată în constelația Fecioara. A fost descoperită în 19 aprilie 1830 de către John Herschel. Se află la o distanță de 39,2 de megaparseci de Pământ.